# Ridderorden in Saoedi-Arabië
Het uiterst conservatieve en strikt islamitische koninkrijk
Saoedi-Arabië heeft pas in de jaren 50 van de 20e eeuw ridderorden ingesteld. Deze zijn immers een Europees en in hun oorsprong met het christendom verweven instituut. De eerste orden werden door de absolutistische Saoedische koning besteld en uitgereikt maar er is geen aanwijzing dat er wettelijke regels en instellingen als een kapittel of kanselarij hebben bestaan.
Toen koning Saoed bin Abdoel Aziz al Saoed op 2 november 1964 werd afgezet en vervangen door zijn halfbroer Faisal bin Abdoel Aziz Al Saoed verdwenen ook de eerste Saoedische orden.
In 1971 liet de Ministerraad van Saoedi-Arabië in een decreet bekendmaken dat er een ridderorde zou worden gesticht. Als eerste werd de Grote Keten van Badr ingesteld. De Saoedische koning, de Fons honorum bij het instellen van deze orde, bevestigde dat in een Koninklijk Decreet.
De Saoedische ridderorden
- De Grote Keten van Badr 1971
- De Keten van de Orde van Abdulazziz al Saoed 1976
- De Orde van Abdulazziz al Saoed
- Het Grootlint van de Orde van Koning Faisal 1976
- De Orde van Koning Faisal 1976

Daarnaast zijn er tal van sterren en medailles.